# Делійський метрополітен

Хронологія розвитку системи

Делійський метрополітен (англ. Delhi Metro, гінді दिल्ली मेट्रो) — система ліній метро у агломерації Делі — Національному столичному регіоні, що було збудовано і керується державною компанією Delhi Metro Rail Corporation Limited (DMRC). Метро Делі має як підземні ділянки, так і ділянки на поверхні землі та на естакадах. Потяги живляться від повітряної контактної мережі.

## Історія
Будівництво метрополітену почалося 1 жовтня 1998 року. Початкова ділянка «Shahdara»—«Tis Hazari». відкрита у грудні 2002 року складалася з 6 станцій та 8,3 км. Метрополітен Делі став другою системою метро в Індії після метрополітену Колкати. 
Станом на листопад 2011 року кількість ліній метро збільшилась до 6 основних ліній та додаткової експрес лінії до міжнародного аеропорту імені Індіри Ганді. Загальна чисельність станцій досягла 139 одиниць.

## Лінії
| Лінія       | Дата відкриття  | Останнє продовження | Кількість станцій | Кінцеві станції                                | Довжина в км | Кількість підземних станцій | Ширина колії | Будується станцій (планують відкрити) |
| ----------- | --------------- | ------------------- | ----------------- | ---------------------------------------------- | ------------ | --------------------------- | ------------ | ------------------------------------- |
| Червона     | 24 грудня 2002  | 2008                | 21                | «Dilshad Garden»—«Rithala»                     | 24,4         | —                           | 1676 мм      | 8(Грудень 2018)                       |
| Жовта       | 20 грудня 2004  | 2015                | 37                | «Samaypur Badli»—«HUDA City Centre»            | 48,8         | 20                          | 1676 мм      | —                                     |
| Блакитна    | 31 грудня 2005  | 2011                | 50                | «Noida City Centre»—«Dwarka Sector 21»         | 56,4         | 4                           | 1676 мм      | 6 (вересень 2018)                     |
| Зелена      | 3 квітня 2010   | 2011                | 16                | «Inderlok»—«Mundka»                            | 18,6         | —                           | 1435 мм      | 7 (червень 2018)                      |
| Фіолетова   | 3 жовтня 2010   | 2017                | 32                | «Kashmere Gate»—«Escorts Mujesar»              | 40,35        | 11                          | 1435 мм      | 2 (вересень 2018)                     |
| Помаранчева | 23 лютого 2011  | —                   | 6                 | «New Delhi»—«Dwarka Sector 21»                 | 22,7         | 5                           | 1435 мм      | —                                     |
| Рожева      | 14 березня 2018 | —                   | 12                | «Majlis Park»—«Durgabai Deshmukh South Campus» | 21,5         | 4                           | 1435 мм      | 26 (червень 2018)                     |
| Пурпурна    | 25 грудня 2017  | 28 травня 2018      | 25                | «Janakpuri West»—«Botanical Garden»            | 37           | 15                          | 1435 мм      | —                                     |

## Режим роботи
Метрополітен працює з 5:00 до 00:00.

## Див також
- Ґурґаонське метро

## Галерея

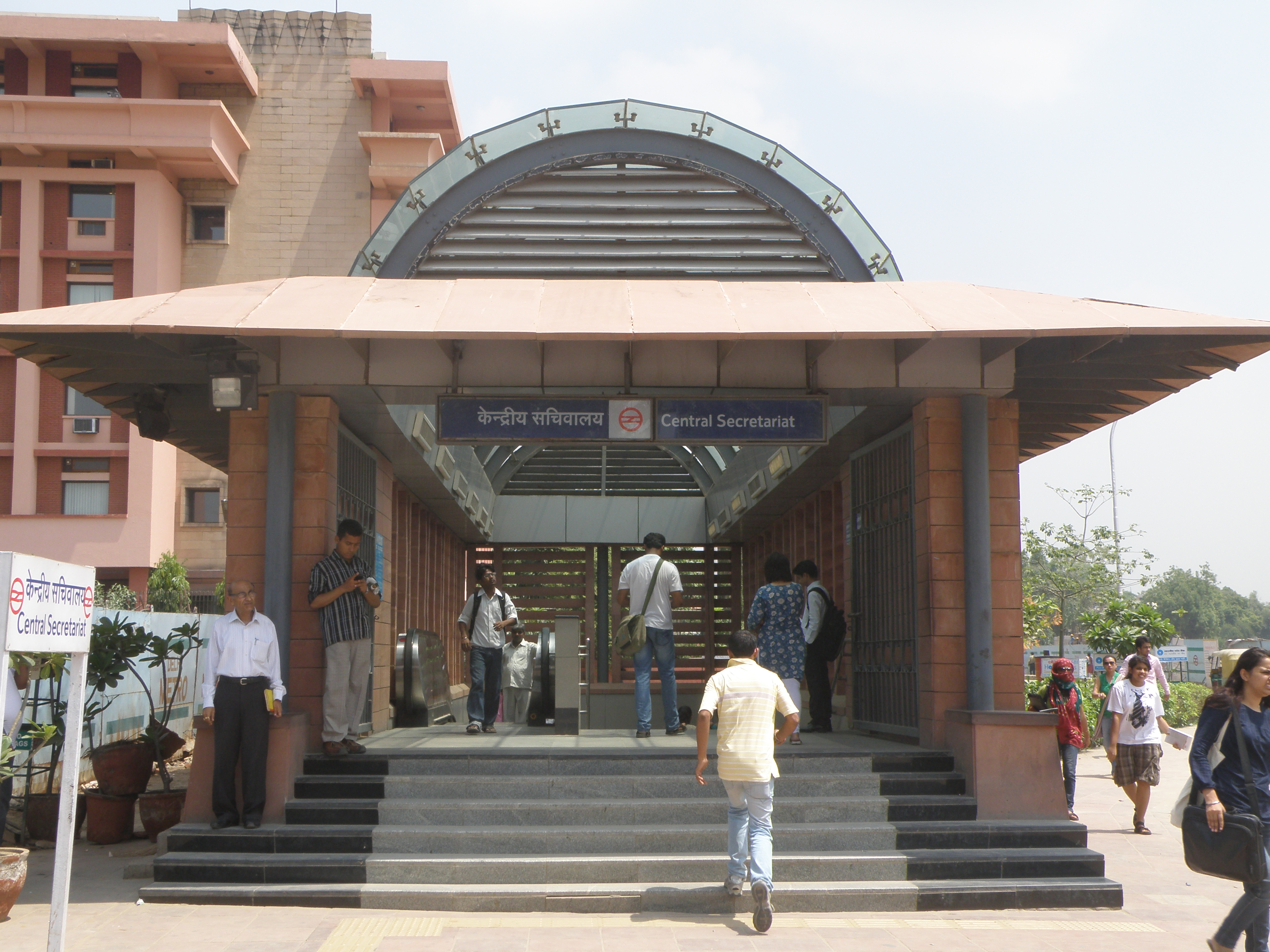
Вихід зі станції «Central Secretariat»
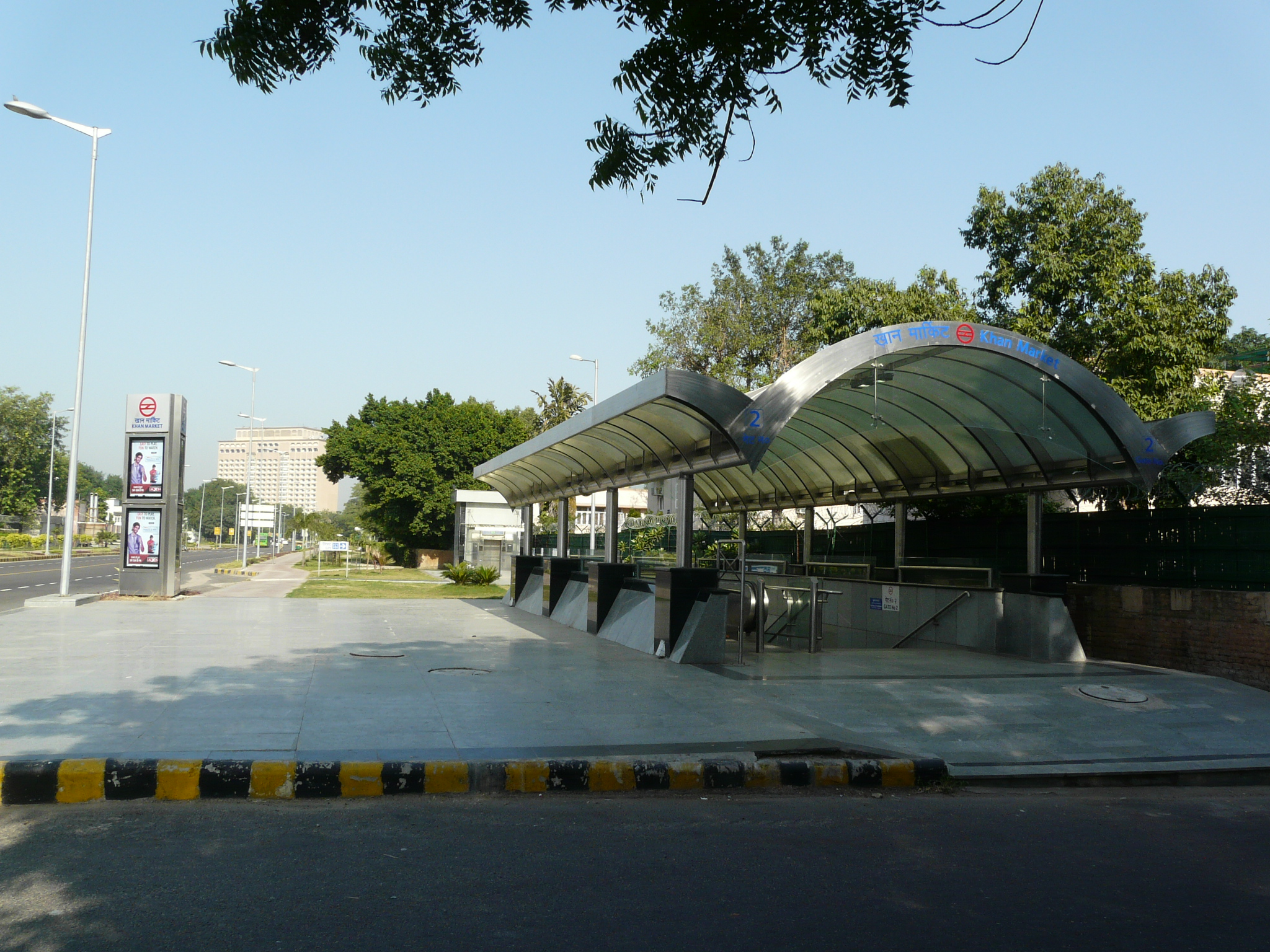
Вихід зі станції «Khan Market»
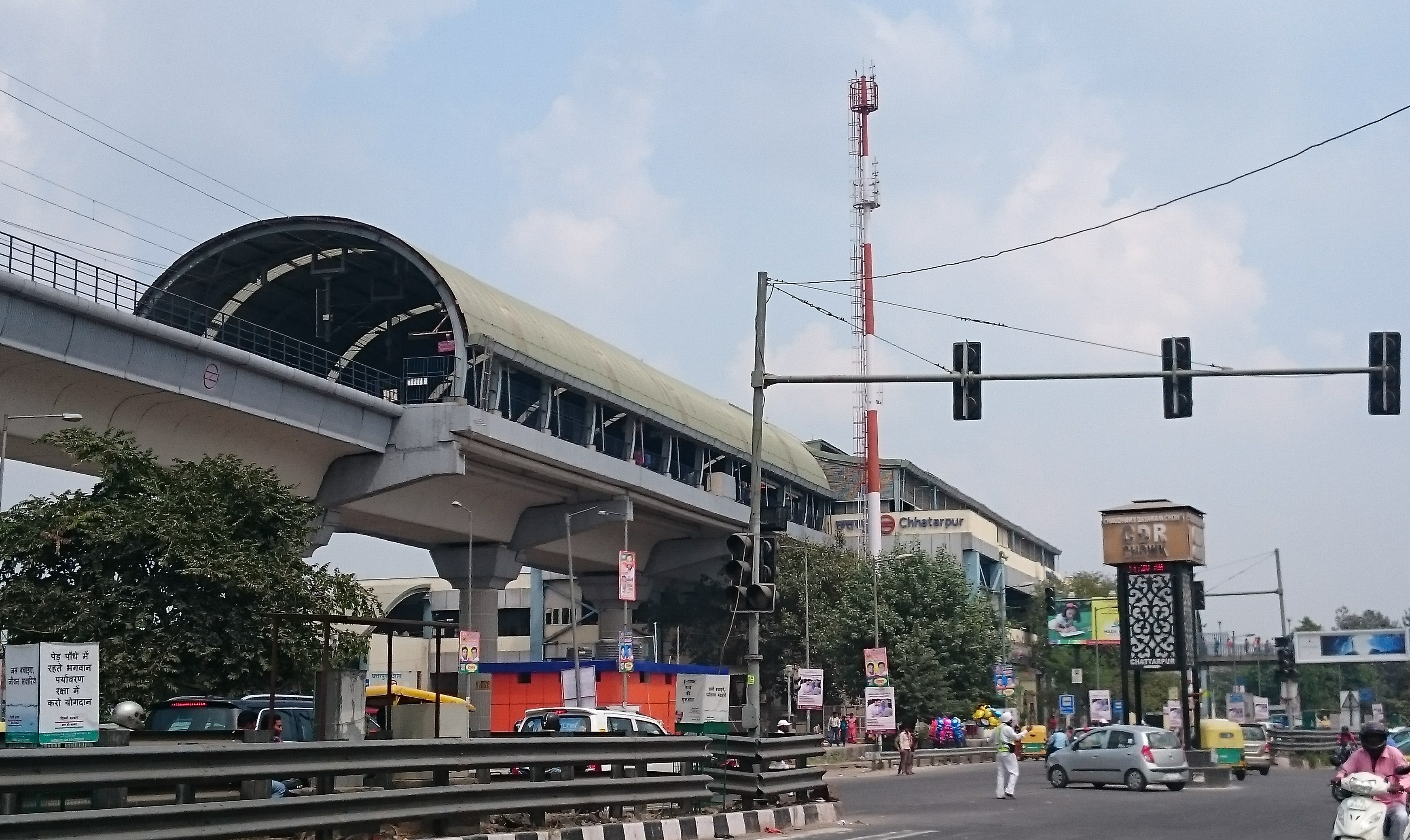
Естакадна станція «Chhatarpur»
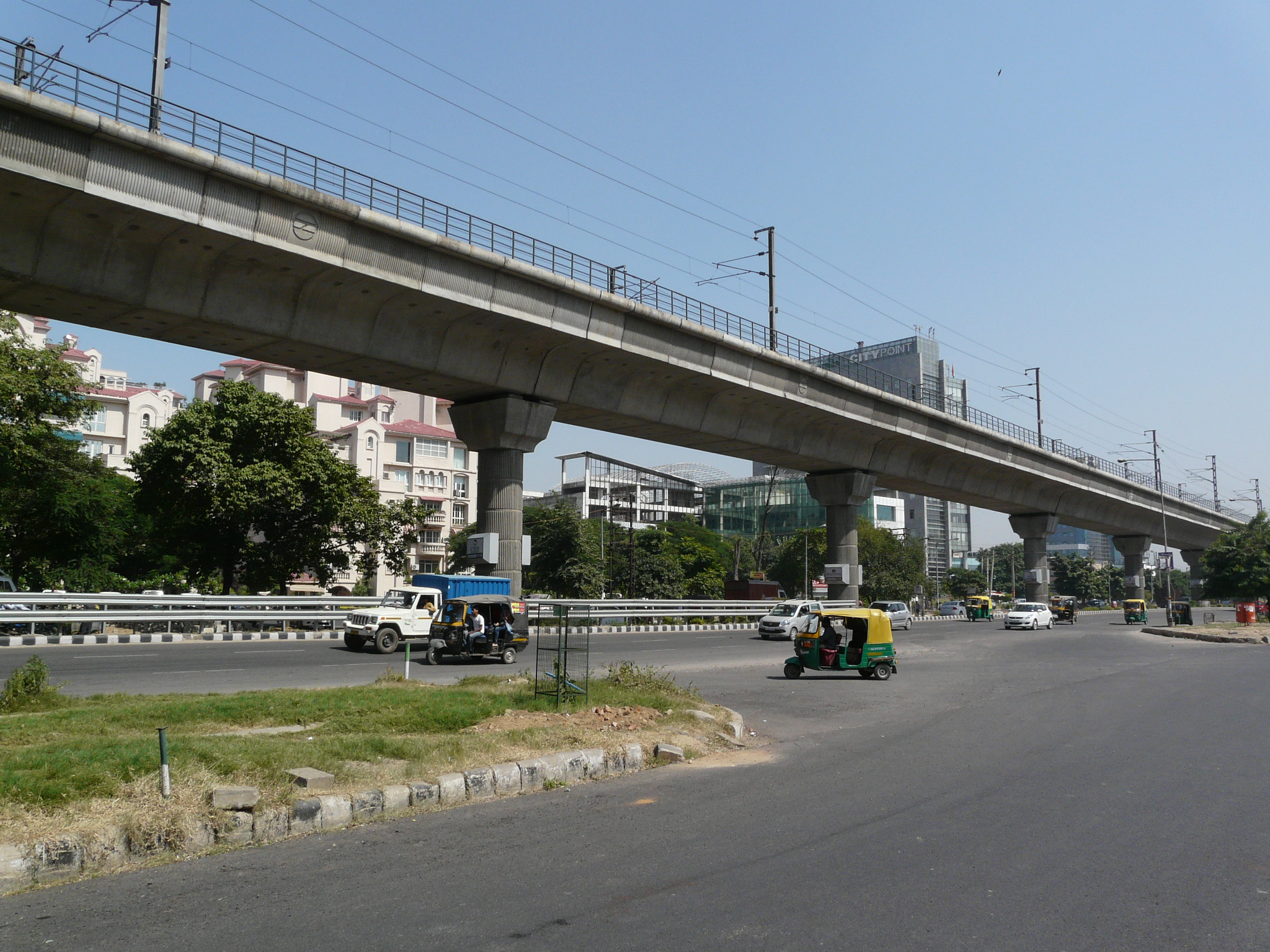
Естакадна ділянка Жовтої лінії
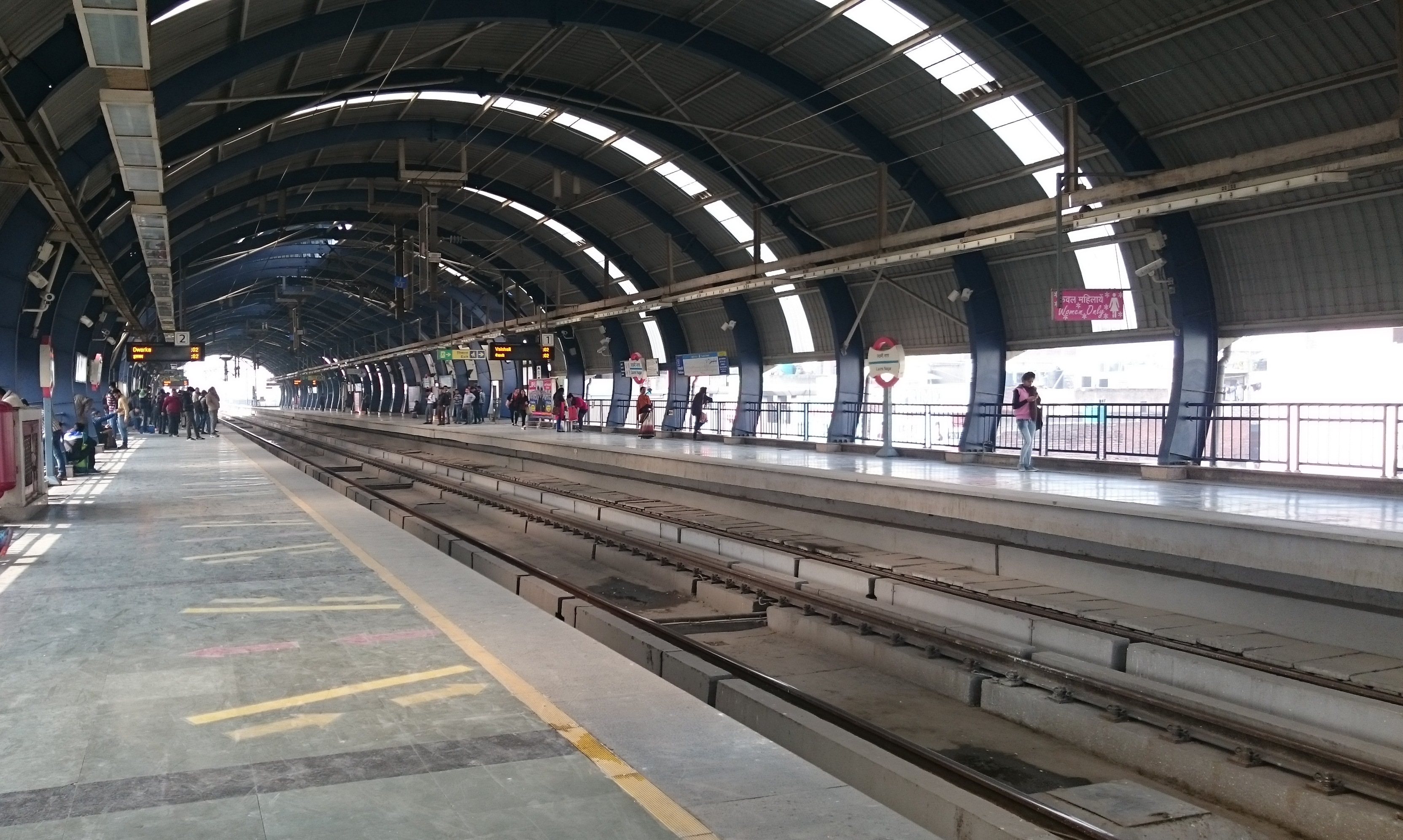
Платформа естакадної станції «Laxmi Nagar»
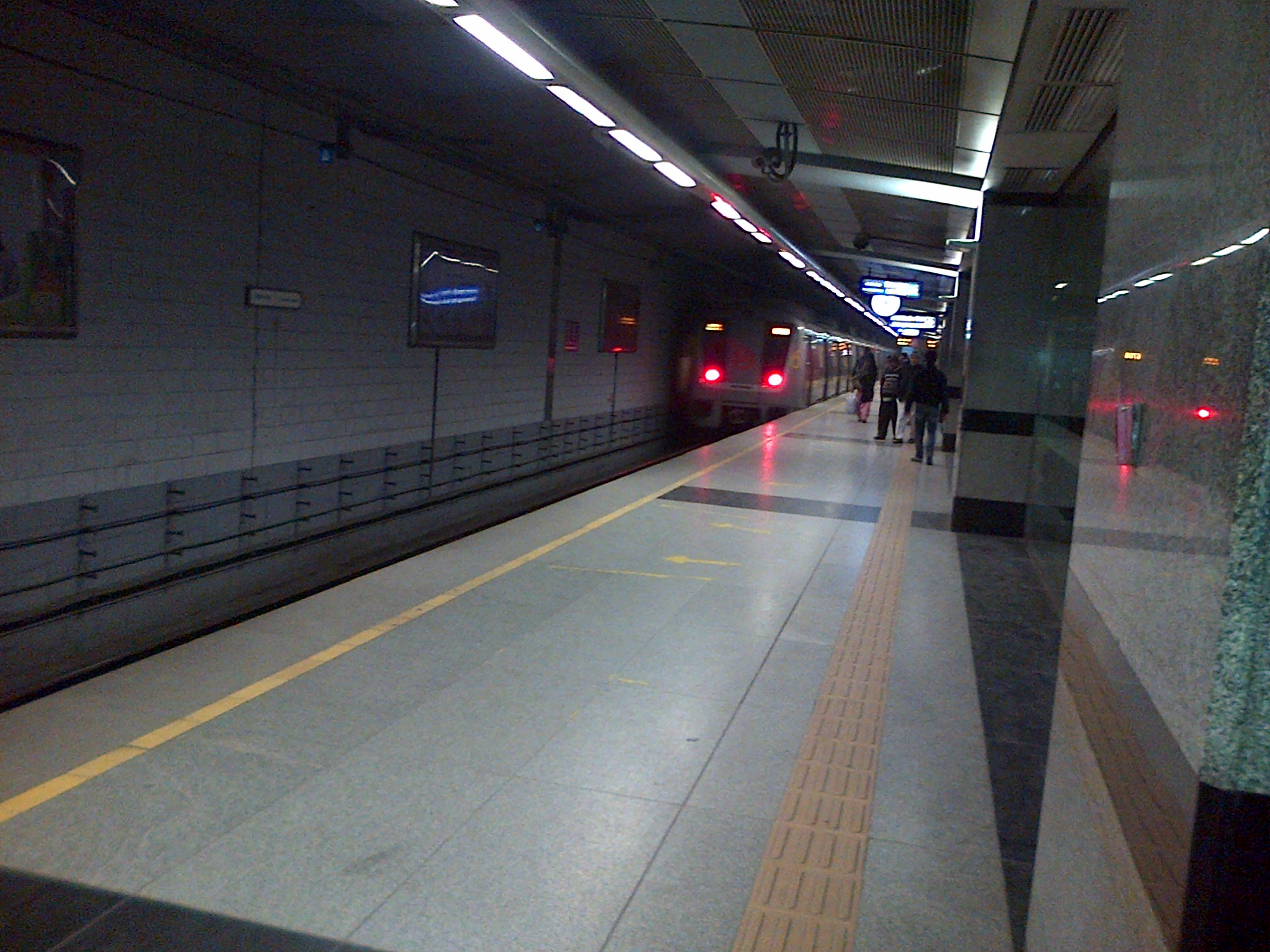
Платформа підземної станції «Chandni Chowk»
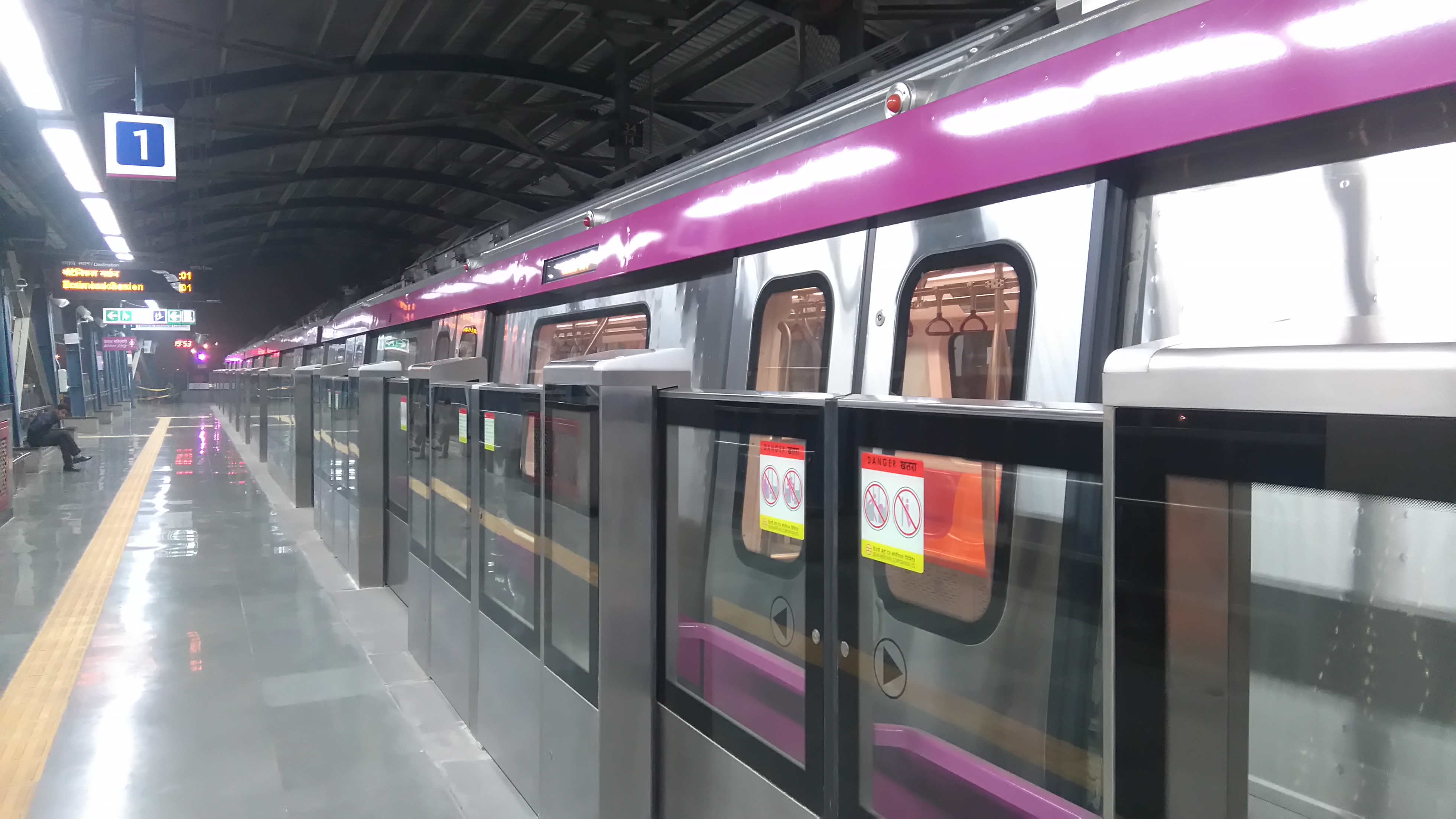
Захисні двері на станції, Пурпурова Лінія
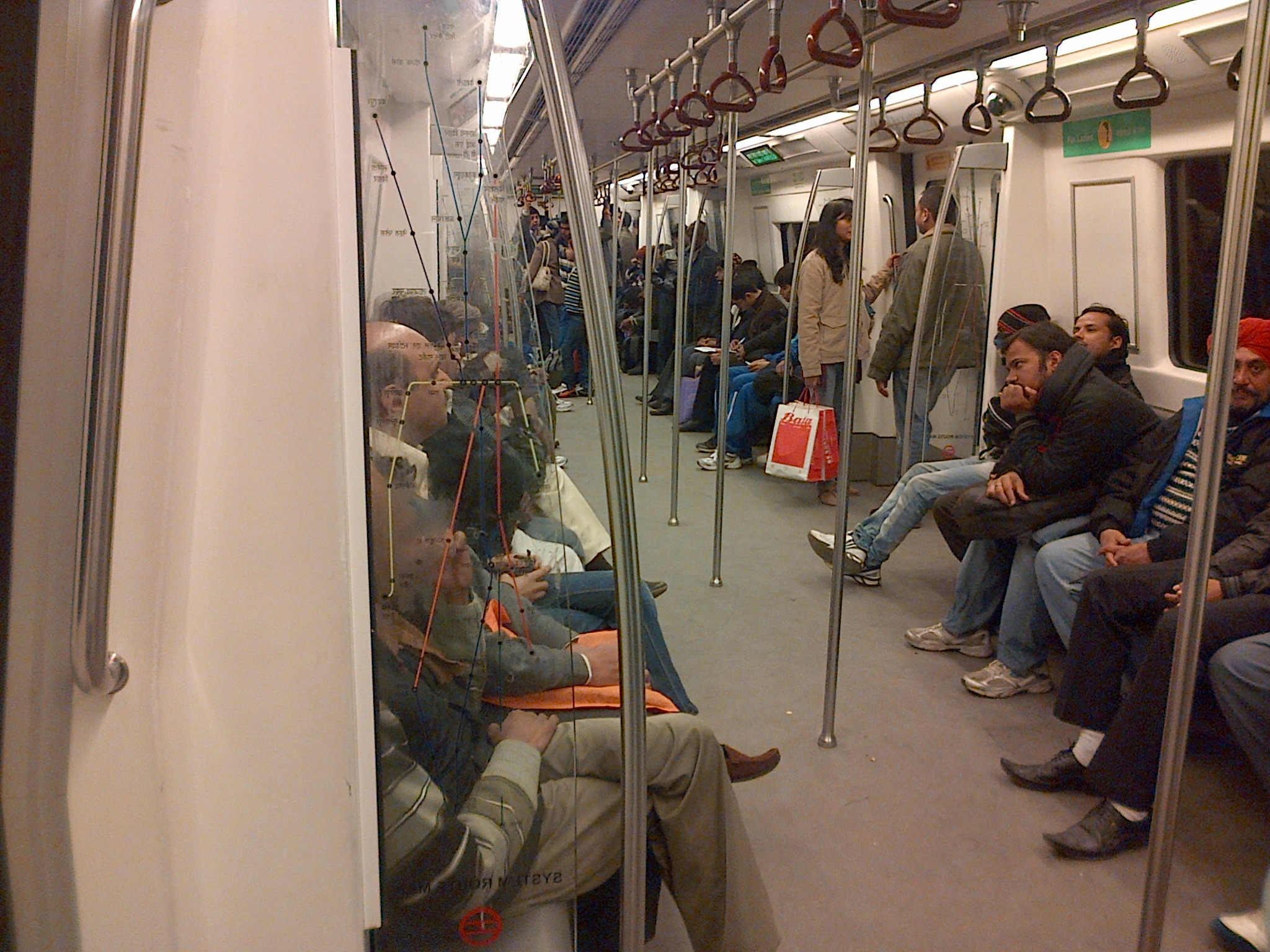
Всередині вагона